# Palacio Municipal (Montevideo)
Palacio Municipal – ratusz miejski w Montevideo, stolicy Urugwaju, stanowiący siedzibę władz lokalnych. Zlokalizowany jest przy głównej ulicy miasta Avenida 18 de Julio. Zaprojektowany został przez urugwajskiego architekta Mauricio Cravotto.

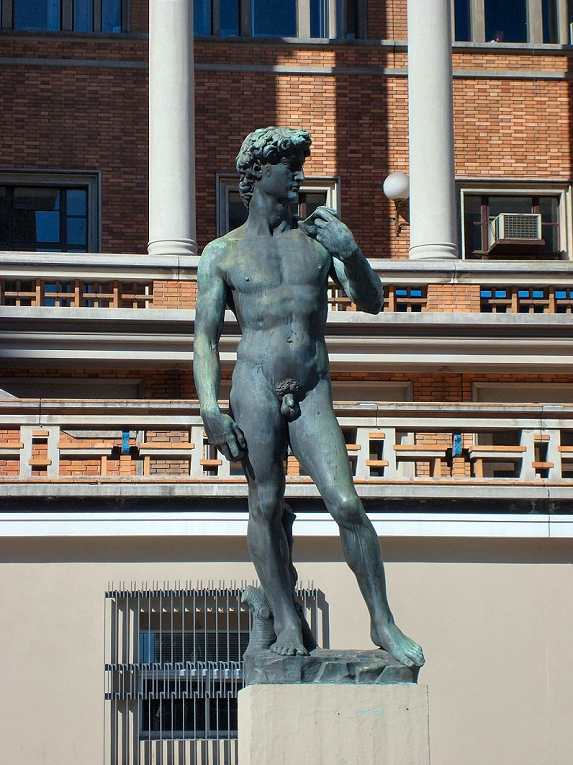
Replika Dawida Michała Anioła

Budowa ratusza rozpoczęła się w 1935 roku, a oddany do użytku został 16 lipca 1941 roku. Obecny budynek różni się jednak od oryginalnego modelu Cravotto z 1929 roku. Jego główna wieża miała pierwotnie sięgać 114 m. wysokości, co dawało by mu pierwsze miejsce w Montevideo. Jednakże z przyczyn finansowych jego wysokość zredukowano do 78 m., co daje mu drugie miejsce w mieście, za Palacio Salvo. Początkowo brakowało także skrzydeł bocznych, hali podziemnej i garażów, które dobudowano później. Mimo że nie jest to najwyższy budynek miasta, to jego lokalizacja przy głównej ulicy i na grzbiecie wzgórza sprawia, że budynek wygląda bardziej imponująco.
Przed głównym wejściem do ratusza znajduje się replika Dawida Michała Anioła, a w atrium kopia Nike z Samotraki. Zachodnie skrzydło mieści Muzeum Historii i Sztuki. Znajduje się tu także Miejski Ośrodek Fotografii wraz z Archiwum Fotografii Montevideo